# Pseudopaludicola llanera
Pseudopaludicola llanera är en groddjursart som beskrevs av Lynch 1989. Pseudopaludicola llanera ingår i släktet Pseudopaludicola och familjen Leiuperidae. IUCN kategoriserar arten globalt som livskraftig. Inga underarter finns listade i Catalogue of Life.